# 朱祁鎬
荊靖王朱祁鎬（1431年—1461年），是憲王朱瞻堈嫡第長子，明朝第二代荊王。朱祁鎬於景泰六年（1455年）襲封荊王。他在位六年，在天順五年（1461年）過世，諡號靖。
王妃魏氏，生朱見潚、朱見溥；夫人王氏生朱见澋。三年後朱見潚嗣位。